# Otón de Windisch-Graetz
El príncipe Otón de Windisch-Graetz (Graz, 7 de octubre de 1873-Lugano, 25 de diciembre de 1952) fue un noble y olimpista austríaco, casado con la archiduquesa Isabel María de Austria, hija única de Rodolfo, príncipe heredero de Austria-Hungría.

## Biografía
Fue uno de los hijos del matrimonio formado por el príncipe Ernesto de Windisch-Graetz (1827-1918) y la princesa Camila de Oettingen-Spielberg (1845-1888). Otón tuvo además otros dos hermanos:
- Carlos Otón (1871-1915) casado con la condesa Alejandra Festetics de Tolna (1884-1963) (hija de María Victoria Douglas-Hamilton y por lo tanto media hermana del príncipe Luis II de Mónaco), con descendencia.[2]
- Leonor (1878-1933), casada con el conde Alfonso de Paar (1868-1903), con descendencia.[3]

Sus padres era miembros de la alta nobleza austriaca. Por parte de la familia de su padre contaban con propiedades en Estiria.
Como gran parte de los jóvenes de la nobleza de su época, optó por la carrera militar. Estudió en la academia de caballería, incorporándose al ejército imperial y real en 1895. En 1899 fue ascendido a capitán.
En septiembre de 1900, conoció a la archiduquesa Isabel María, hija de Rodolfo, príncipe heredero de Austria-Hungría (entonces fallecido) y su viuda Estefanía de Bélgica. A pesar de la pertenencia de Otón a la alta nobleza, no se le consideraba un candidato adecuado para Isabel María al no pertenecer a la realeza o a una de las casas mediatizadas. Sin embargo, a petición de Isabel María, su abuelo paterno y tutor, Francisco José I que amaba a su nieta, accedió al enlace, que sería considerado como morganático. Se dice que Otón que estaba comprometido en ese momento con otra mujer, no sabía nada y quedó boquiabierto cuando el emperador lo convocó y le anunció su boda con su nieta, teniendo que aceptar.

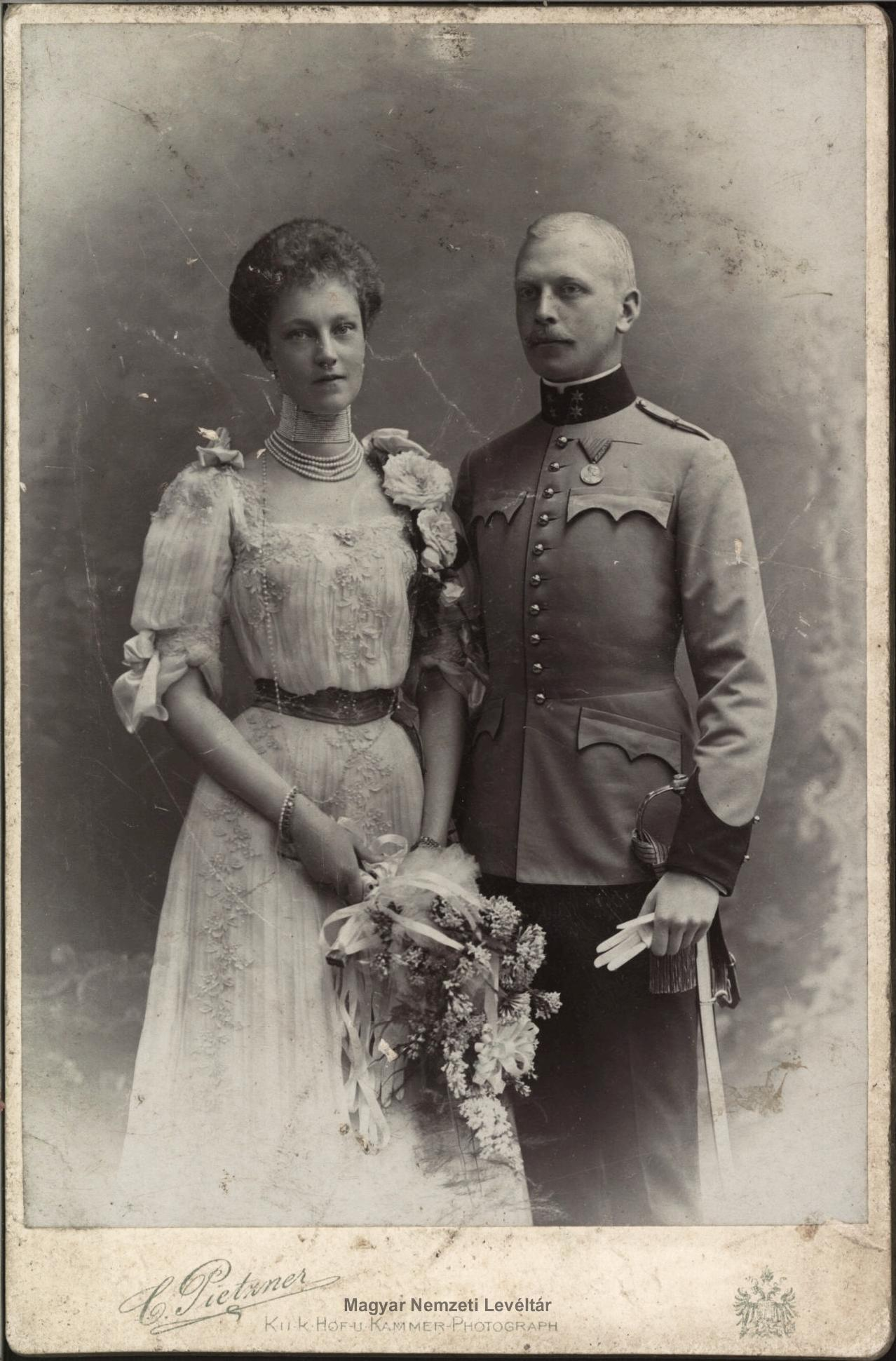
Retrato fotográfico de Otón e Isabel María con ocasión del anuncio de su compromiso (Otoño de 1901)

Tras la renuncia de Isabel María a sus derechos de sucesión al trono del imperio austrohúngaro (en el que regía una ley de sucesión casi sálica), contrajeron matrimonio solemne en la capilla de San José del Hofburg de Viena el 23 de enero de 1902. Días antes, Otón había sido elevado de la dignidad de prinz, de la que gozaba desde su nacimiento, a la de fürst. Este matrimonio tendría como fruto cuatro hijos:
1. Francisco José (1904-1981), casado con la condesa belga Gislena d'Arschot Schoonhoven, con descendencia.[6]
2. Ernesto (1905-1952), casado en 1927 con Ellen Skinner, divorciados en 1940; y después, en 1947 con Eva Isbary, con descendencia.[7]
3. Rodolfo Juan (1907-1939), soltero y sin descendencia.[8]
4. Estefanía (1909-2005), casada en primeras nupcias con Pedro, conde de Alcantara de Querrieu (1907-1944); y en segundas con Carlos Axel Björklund (1906-1986), con descendencia de ambos matrimonios.[9]

Otón fue un importante deportista de su época, destacando como jinete, esgrimista y nadador. El 23 de mayo de 1911 fue elegido como miembro del Comité Olímpico Internacional, cargo en el que permanecería hasta su renuncia el 3 de junio de 1921. 
En la Primera Guerra Mundial, participó al mando de un regimiento de cazadores tiroleses, en el frente italiano. Tras el conflicto pasó a residir en el reino de los Serbios, Croatas y Eslovenos, tomando esta nacionalidad. Vivió en una gran posesión, cerca de Bled, que había comprado a Pedro I de Serbia.
En 1924 tras un matrimonio infeliz, se divorció de Isabel María, tras haber estado separados desde la Primera Guerra Mundial. La sociedad vienesa atribuía a Isabel María el fracaso del matrimonio.
Durante la Segunda Guerra Mundial, pasó a residir en el castillo de su hermana Leonor en Bohemia. Tras la caída de Checoslovaquia en la órbita soviética, ambos hermanos pasaron a vivir en Suiza. Fue en la ciudad suiza de Lugano donde murió Otón en 1952. Su exesposa se volvió a casar y murió en 1963.

## Órdenes y cargos

### Órdenes
- Caballero de segunda clase de la Orden imperial de la Corona de Hierro. (Imperio austrohúngaro, 1916)[11]

### Cargos
- Consejero íntimo actual del Emperador de Austria.[11]
- Chambelán del Emperador de Austria (29 de enero de 1898).[12][11]